# Гржибовский, Леонид Вацлавович
Леонид Вацлавович Гржибовский (7 декабря 1923, Киев — 2000) — советский футболист, игравший на позиции нападающего, выступал за киевские команды «Динамо» и «Арсенал».

## Карьера
После войны играл на позиции нападающего в киевском «Динамо». Дебютировал в чемпионате 30 августа в матче с минским «Динамо», выйдя на замену вместо Карчевского. Встреча завершилась победой киевской команды — 1:0. В том сезоне Леонид ещё трижды выходил на поле: дважды на замену и один раз в стартовом составе.
Последнюю игру за клуб провёл в чемпионате 1948 года. После «Динамо» выступал за местный «Арсенал», с которым в 1958 году выиграл чемпионат УССР. Позже был тренером, а также занимал одну из должностей в «Арсенале».

## Личная жизнь
Участник Великой Отечественной войны. Был награждён Орденом Отечественной войны II степени.